# Wereldkampioenschap voetbal 2018 (Groep E) Servië - Brazilië
Dit artikel gaat over de wedstrijd in de groepsfase in groep E tussen Servië en Brazilië die gespeeld werd op woensdag 27 juni 2018 tijdens het wereldkampioenschap voetbal 2018. Het duel was de drieënveertigste wedstrijd van het toernooi.

## Voorafgaand aan de wedstrijd
- Servië stond bij aanvang van het toernooi op de vierendertigste plaats van de FIFA-wereldranglijst.[1]
- Brazilië stond bij aanvang van het toernooi op de tweede plaats van de FIFA-wereldranglijst.[2]
- Deze confrontatie tussen de nationale elftallen van Servië en Brazilië was de tweede in de historie.[3]
- Het duel vond plaats in het Otkrytieje Arena in Moskou. Dit stadion werd in 2014 geopend en kan 45.360 toeschouwers herbergen.

## Wedstrijdgegevens[4]
| Datum                | 27 juni 2018                                                                                    | 27 juni 2018                                                                                    |
| Wedstrijdnummer      | 43                                                                                              | 43                                                                                              |
| Stadion              | Otkrytieje Arena, Moskou                                                                        | Otkrytieje Arena, Moskou                                                                        |
| Toeschouwers         | 44.190                                                                                          | 44.190                                                                                          |
| Scheidsrechter       | Alireza Faghani                                                                                 | Alireza Faghani                                                                                 |
| Assistenten          | Reza Sokhandan Mohammadreza Mansouri                                                            | Reza Sokhandan Mohammadreza Mansouri                                                            |
| Vierde official      | Jair Marrufo                                                                                    | Jair Marrufo                                                                                    |
| Videoscheidsrechters | Massimiliano Irrati Paweł Sokolnicki (assistent) Paweł Gil (assistent) Paolo Valeri (assistent) | Massimiliano Irrati Paweł Sokolnicki (assistent) Paweł Gil (assistent) Paolo Valeri (assistent) |
| Man van de wedstrijd | Paulinho                                                                                        | Paulinho                                                                                        |
|                      | Servië                                                                                          | Brazilië                                                                                        |
| Doelpunten           | 0                                                                                               | 2                                                                                               |
| Gele kaarten         | 3                                                                                               | 0                                                                                               |
| Rode kaarten         | 0                                                                                               | 0                                                                                               |
| Wissels              | 3                                                                                               | 3                                                                                               |
| Schoten op doel      | 1                                                                                               | 3                                                                                               |
| Schoten naast doel   | 5                                                                                               | 4                                                                                               |
| Overtredingen        | 13                                                                                              | 7                                                                                               |
| Hoekschoppen         | 5                                                                                               | 9                                                                                               |
| Buitenspel           | 2                                                                                               | 4                                                                                               |
| Balbezit (%)         | 44                                                                                              | 56                                                                                              |

| Servië | 0 – 2           | Brazilië |
| | goals (assists) | 36' Paulinho (Philippe Coutinho) 68' Thiago Silva (Neymar)                                                               |
| Mladen Krstajić | bondscoach      | Tite |
| Vladimir Stojković Antonio Rukavina Nikola Milenković Miloš Veljković Aleksandar Kolarov Nemanja Matić Sergej Milinković-Savić Dušan Tadić Adem Ljajić 75' Filip Kostić 82' Aleksandar Mitrović 89' | opstellingen    | Alisson Fagner Thiago Silva Miranda 10' Marcelo 66' Paulinho Casemiro Willian 80' Philippe Coutinho Neymar Gabriel Jesus |
| Andrija Živković 75' Nemanja Radonjić 82' Luka Jović 89' | wissels         | 10' Filipe Luís 66' Fernandinho 80' Renato Augusto                                                                       |
| Adem Ljajić 33' Nemanja Matić 48' Aleksandar Mitrović 70' | gele kaarten    | |
| | rode kaarten    | |